# Cedar County (Missouri)
Das Cedar County ist ein County im US-amerikanischen Bundesstaat Missouri. Im Jahr 2020 hatte das County 14.188 Einwohner und eine Bevölkerungsdichte von 11,5 Einwohnern pro Quadratkilometer. Der Verwaltungssitz (County Seat) ist Stockton.

## Geografie
Das County liegt im mittleren Südwesten von Missouri inmitten der Ozarks und ist im Westen etwa 50 km von dem US-Bundesstaat Kansas entfernt. Es hat eine Fläche von 1291 Quadratkilometern, wovon 58 Quadratkilometer Wasserfläche sind.
Das County wird vom Sac River durchflossen, der durch einen im Zentrum des Countys gelegenen Damm zum Stockton Lake aufgestaut wird.
An das Cedar County grenzen folgende Nachbarcountys:
|               | St. Clair County |             |
| Vernon County |                  | Polk County |
|               | Dade County      |             |

## Geschichte
Cedar County wurde am 14. Februar 1845 aus Teilen des Dade County und des St. Clair County gebildet. Benannt wurde es nach dem Cedar Creek.

## Demografische Daten
Nach der Volkszählung im Jahr 2010 lebten im Cedar County 13.982 Menschen in 6135 Haushalten. Die Bevölkerungsdichte betrug 11,3 Einwohner pro Quadratkilometer. In den 6135 Haushalten lebten statistisch je 2,27 Personen.
Ethnisch betrachtet setzte sich die Bevölkerung zusammen aus 96,9 Prozent Weißen, 0,4 Prozent Afroamerikanern, 0,7 Prozent amerikanischen Ureinwohnern, 0,4 Prozent Asiaten sowie aus anderen ethnischen Gruppen; 1,7 Prozent stammten von zwei oder mehr Ethnien ab. Unabhängig von der ethnischen Zugehörigkeit waren 1,6 Prozent der Bevölkerung spanischer oder lateinamerikanischer Abstammung.
23,0 Prozent der Bevölkerung waren unter 18 Jahre alt, 54,5 Prozent waren zwischen 18 und 64 und 22,5 Prozent waren 65 Jahre oder älter. 50,6 Prozent der Bevölkerung war weiblich.

Das jährliche Durchschnittseinkommen eines Haushalts lag bei 32.800 USD. Das Pro-Kopf-Einkommen betrug 16.432 USD. 17,9 Prozent der Einwohner lebten unterhalb der Armutsgrenze.

## Ortschaften im Cedar County
| Citys - El Dorado Springs - Stockton | Villages - Jerico Springs - Umber View Heights |

Unincorporated Communities
| - Arnica - Bearcreek - Cane Hill - Caplinger Mills | - Cedar Springs - Claud - Coal Hill - Filley | - Lebeck - Masters - Olympia - Osiris | - Pacetown - Umber - Wagoner - Willowville |

## Gliederung
Das Cedar County ist in sieben Townships eingeteilt:
| Township            | Einwohner (2010) | FIPS     |
| ------------------- | ---------------- | -------- |
| Benton Township     | 1087             | 29-04600 |
| Box Township        | 5814             | 29-07696 |
| Cedar Township      | 488              | 29-12178 |
| Jefferson Township  | 750              | 29-36728 |
| Linn Township       | 3880             | 29-43166 |
| Madison Township    | 863              | 29-45344 |
| Washington Township | 1100             | 29-77272 |